# Lomas de Barrillas
Lomas de Barrillas es una localidad del estado mexicano de Veracruz. Es parte del municipio de Coatzacoalcos.

## Demografía
| Censo | Población |
| ----- | --------- |
| 1995  | 801       |
| 2000  | 4 397     |
| 2005  | 6 772     |
| 2010  | 8 915     |
| 2020  | 9 063     |